# Мэй, Джеймс
Джеймс Дэ́ниел Мэй (англ. James Daniel May; род. 16 января 1963 года, Бристоль, Англия) — английский журналист, известный как один из ведущих телепередач Top Gear (2003—2015) и The Grand Tour (с 2016), совместно с Джереми Кларксоном и Ричардом Хаммондом.

## Биография
Джеймс Мэй родился в Бристоле. Кроме него в семье было ещё трое детей: старшая сестра Джейн, младшая Сара, а также брат. В детстве его семья часто перемещалась по стране. Сначала он посещал Каэрлеонскую начальную школу близ Ньюпорта на юге Уэльса. Юношеские годы провёл в Саут-Йоркшире, где посещал Оуквудскую общеобразовательную школу в Ротереме, по случайному совпадению в этом же городе начинал журналистскую карьеру Джереми Кларксон. Кроме того, в школе он учился с Дином Эндрюсом, звездой сериалов «Жизнь на Марсе» и «Прах к праху». Будучи ребёнком, он был хористом в Уистонской приходской школе. Прекрасный флейтист и пианист, он позднее обучался музыке в Ланкастерском университете, где был членом Пендлского колледжа.

## Журналистская карьера
В начале 1980-х годов Мэй работал помощником редактора в The Engineer, позже — в журнале Autocar. Он писал для нескольких изданий, включая постоянную рубрику в журнале CAR под названием England Made Me, статьи для журнала Top Gear, а также вёл еженедельную колонку в The Daily Telegraph. В 2000 году он выиграл награду «Автожурналист года».
Он написал книгу «Мэй об автомобилях», которая представляет собой сборник его статей, и в соавторстве — «Большое винное приключение Оза и Джеймса», основанной на телесериале с тем же названием.
Мэй также написал послесловие к последней книге от автолегенды Л. Дж. К. Сетрайта «Длинная дорога с поворотами», опубликованной в сентябре 2006 года. В том же месяце он представил посвящение Раймонду Бакстеру. Его книга «Записки с обочины» была опубликована 26 апреля 2007 года. 6 сентября 2007 года вышла книга «20-е столетие Джеймса Мэя», посвящённая одноимённому сериалу.
В августе 2006 года стало известно, что Мэй сотрудничал с онлайновым автомобильным юмористическим журналом Sniff Petrol.

## Карьера на радио и телевидении

### Ведущий
В его телевизионный послужной список входят передача «Driven» на Channel 4 в 1998—1999 годах, роль ведущего в восьмой части сериала BBC 1 «Школа агрессивного поведения на дороге», и соведущего в передаче на канале ITV1 про Лондонскую выставку лодок 2006.
Он также составил и провёл специальную рождественскую передачу «Лучшие игрушки Джеймса Мэя» (на BBC 1), где изучал игрушки своего детства. Эта идея была продолжена в следующем году циклом того же рода под названием «Джеймс Мэй: лучшие игрушки моей сестры», который шёл по BBC 2. В нём Мэй попытался исследовать различия между полами в предпочтении игрушек.
Соведущим в Top Gear Мэй впервые стал в 1999 году, пока BBC не закрыла передачу из-за низких рейтингов. Затем он вернулся в шоу во втором сезоне нынешнего формата Top Gear. 29 января 2006 года он вёл телепрограмму «Самые популярные» на BBC 2.
В конце 2006 года BBC показала документальный цикл «Большое винное приключение Оза и Джеймса», в котором Мэй, преданный поклонник эля, и эксперт по винам Роберт «Оз» Кларк путешествуют по Франции. В продолжении, показанном в конце 2007 года, Мэй и Кларк отправились в винодельческие районы Калифорнии, а в третьем цикле в 2009 году («Оз и Джеймс пьют в Британии») продолжили изучение алкогольных напитков в Великобритании и Ирландии.
Также он вёл[когда?] документальный фильм «Среди акул-убийц» на телеканале Sky и передачу про изобретения и открытия, сделанные в течение XX века, под названием «20-е столетие Джеймса Мэя».
В 2009 году Джеймс Мэй представил две части документальной программы «О 40-летии полета на Луну», кульминацией которой стал полет на борту самолета-шпиона U2.
В октябре 2010 года в эфир телеканала BBC2 был запущен его авторский проект «Мужская лаборатория Джеймса Мэя», цель которого, по его словам — «вернуть современному мужчине его утерянные навыки».
В 2013 году , 7 серии 19 сезона нашёл истинный источник Нила.
С 2016 года, совместно с Джереми Кларксоном и Ричардом Хаммондом, ведёт передачу The Grand Tour, показываемую через Amazon Prime Video. Трио возвращается к привычному формату обзоров машин и путешествий.
В январе 2020 года выпустил передачу James May: Our man in Japan, показанную также на Amazon Prime, в которой Мэй совершает путешествие через всю Японию, освещая различные культурные аспекты и традиции, от ковки самурайских мечей, до строительства боевых роботов.

### Гость
Мэй появлялся на кулинарной передаче «На старт! Внимание! Готовь!» Эйнсли Харриотта 29 декабря 2003 года.
В феврале 2006 и 2007 годов он был гостем на BBC Radio 3, где давал интервью в программе о классической музыке «Частные страсти».
В эпизоде программы «У меня для вас есть новости», впервые показанном 25 мая 2007 года, Мэй появился в качестве гостя и помощника команды Иэна Хислопа.
В январе 2008 года он появился в шоу «Счастливый час Аль Мюррея» на канале ITV.
Джеймс также участвовал в шоу Гордона Рамзи The F-Word, где ведущий программы вызвал его на состязание в двух заданиях. Сначала в кулинарном испытании: выпивание змеиного виски, а также поедание бычьего пениса и хакарля. Мэй выиграл, поскольку Рамзи в конце концов стошнило во время поедания хакарля. Позже он соревновался с Рамзи в «Вызове знаменитости». Обоим предстояло сделать рыбный пирог. Мэй победил с тремя голосами против двух у Рамзи.

## Увольнение из журнала Autocar
В интервью с Ричардом Аллинсоном на BBC Radio 2 Мэй признался, что был уволен в 1992 году из журнала Autocar, после того как составил скрытое сообщение в одном выпуске. В конце года было опубликовано приложение журнала «Книга дорожных тестов за год», и каждый обзор начинался с большой красной заглавной буквы. Работа Мэя заключалась в том, чтобы составить всё приложение, что «было крайне скучно и занимало несколько месяцев». Далее он сказал:
Итак, у меня была следующая идея: если скомпоновать начала всех маленьких текстов, из этих красных букв можно было послать сообщение через журнал, которое мне казалось блестящим. Не могу точно припомнить, что там было сказано, но смысл был таков «Вы, наверное, думаете, что это действительно замечательная вещь, но если бы вы сидели здесь, составляя это, вы бы поняли, что это настоящий геморрой». Я потратил на это два месяца и в день, когда это напечатали, я фактически забыл, что сделал это я, потому что тогда было что-то вроде промежутка между сдачей в печать и отправкой на прилавки магазинов. Когда я пришел на работу наутро, все пялились на свои туфли, а меня вызвали к управляющему конторы компании. Шутка прошла в печать, и никто на работе не заметил, что я сотворил, поскольку слова были размещены на страницах так, что вы никогда не заметили бы слово целиком. Но все читатели увидели трюк и стали писать в редакцию, думая, что они выиграли какой-то приз, машину или еще что-нибудь.
Подлинное сообщение Мэя, с расставленными надлежащим образом знаками препинания: «So you think it’s really good, yeah? You should try making the bloody thing up. It’s a real pain in the arse.» («Так вы думаете это действительно хорошо, да? Попробуйте сделать эту проклятую вещь. Это — настоящий геморрой».)

## Проекты и программы Мэя

### Телевидение
| Год        | Название                          | Статус  |
| ---------- | --------------------------------- | ------- |
| 2003—2015  | Top Gear                          | Ведущий |
| 2005       | Джеймс Мэй История игрушек        | Ведущий |
| 2006       | Oz and James’s Big Wine Adventure | Ведущий |
| 2006       | Inside Killer Sharks              | Ведущий |
| 2006       | Petrolheads                       | Гость   |
| 2007       | Top Gear of the Pops              | Ведущий |
| 2007       | James May’s 20th Century          | Ведущий |
| 2007       | James May: My Sisters' Top Toys   | Ведущий |
| 2008       | Top Ground Gear Force             | Ведущий |
| 2008       | James May’s Big Ideas             | Ведущий |
| 2009       | Oz and James Drink to Britain     | Ведущий |
| 2009       | Джеймс Мэй на Луне                | Ведущий |
| 2009       | Джеймс Мэй Орлы в Космосе         | Ведущий |
| 2009       | Джеймс Мэй История игрушек        | Ведущий |
| 2011       | James May’s Man Lab               | Ведущий |
| 2016—2024  | The Grand Tour                    | Ведущий |
| 2020—н. в. | James May: Our Man in...          | Ведущий |
| 2020       | James May: Oh Cook                | Ведущий |

### DVD
| Название                                                    | Компания | Год  |
| ----------------------------------------------------------- | -------- | ---- |
| James May’s Motormania Car Quiz                             | DMD      | 2006 |
| James May’s 20th Century                                    | ITV      | 2007 |
| James May’s Big Ideas                                       | DMD      | 2009 |
| James May’s Moon Adventures                                 | BBC      | 2009 |
| James May’s Amazing Brain Trainer                           | DMD      | 2009 |
| James May’s Toy Stories                                     | BBC      | 2009 |
| Oz and James Big Wine Adventure: Series One                 | BBC      | 2006 |
| Oz and James Big Wine Adventure: Series Two                 | BBC      | 2008 |
| Oz and James Drink to Britain: Series Three                 | BBC      | 2009 |
| Top Gear Апокалипсис                                        | BBC      | 2010 |
| James May's Man Lab: Series One                             |          | 2011 |
| Top Gear: At The Movies                                     |          | 2011 |
| James May's Man Lab: Series Two                             |          | 2012 |
| Top Gear: Worst Car in the History of the World             |          | 2012 |
| James May's Man Lab: Series Three                           |          | 2013 |
| James May's Toy Stories: Balsa Wood Glider/Great Train Race |          | 2013 |
| James May's Toy Stories: The Motorcycle Diaries             |          | 2014 |
| James May's Toy Stories: Action Man at the Speed of Sound   |          | 2014 |
| James May: The Reassembler: Series One                      |          | 2016 |
| James May: The Reassembler: Series Two                      |          | 2017 |

### Книги
| Название                                  | Издатель           | Год  |
| ----------------------------------------- | ------------------ | ---- |
| May on Motors: On the Road with James May | Virgin Books       | 2006 |
| Oz and James’s Big Wine Adventure         | BBC Books          | 2006 |
| May on Motors                             | Virgin Books       | 2007 |
| Notes from the Hard Shoulder              | Virgin Books       | 2007 |
| James May’s 20th Century                  | Hodder & Stoughton | 2007 |
| James May’s Magnificent Machines          | Hodder & Stoughton | 2008 |
| Oz and James Drink to Britain             | Pavilion (Anova)   | 2009 |
| James May’s Car Fever (H/B)               | Hodder & Stoughton | 2009 |
| James May’s Car Fever (P/B)               | Hodder & Stoughton | 2009 |
| Джеймс Мэй История игрушек                | Conway (Anova)     | 2009 |
| James May’s Car Fever: Volume 2           | Hodder & Stoughton | 2010 |
| How to Land an A330 Airbus                | Hodder & Stoughton | 2010 |